# Sierra Sciences
Sierra Sciences, LLC — биотехнологическая компания, основанная Уильямом Х. Эндрюсом, бывшим CEO в области молекулярной биологии в Geron Corporation. Эндрюс основал Sierra Sciences в 1999 году в Рино, Невада с целью предотвращения и/или обращения вспять клеточной сенесценции, и в конечном итоге лечения заболеваний, связанных со старением человека, включая сам процесс..

## Предыстория
У людей старение сильно коррелирует с длиной теломер, повторяющихся участков ДНК на концах каждой хромосомы. Каждый раз, когда клетка в организме разделяется, ее теломеры становятся короче. В конце концов теломеры укорачиваются до такой степени, что клетка не может делиться («предел Хейфлика»). Фермент теломераза добавляет эти повторы последовательности ДНК к теломере, вновь удлиняя ее. У человека теломераза экспрессируется в эмбриональных стволовых клеток и некоторых других клетках, но большинство соматических клеток ее не экспрессируют..
Работая в корпорации Geron, Эндрюс стал одним из открывателей РНК компонента теломеразы человека "hTR"
. За это открытие Эндрюс был удостоен второго места как «Национальный изобретатель года» в 1997 году по версии владельцев интеллектуальной собственности
. Эндрюс также стал одним из открывателей белкового компонента теломеразы человека hTERT. Ген hTERT присутствует во всех клетках человека, но в большинстве из них он репрессирован.
В 1997 году Эндрюс покинул компанию Geron, а в 1999 году основал компанию Sierra Sciences для изучения антивозрастных последствий этих открытий, намереваясь найти лекарство, которое «включит» этот подавленный ген.

## История компании
На момент основания президентом Sierra Sciences был Дэн Филстра, основатель Visi Corp.
В 2002 году Ричард Оффердал, соучредитель корпорации Zycad и бывший директор Digi International, занял должность Chief Executive Officer компании Sierra Sciences.
В 2003 году Оффердал был избран Chief operating officer, а Пьерлуиджи Заппакоста (соучредитель Logitech) был избран президентом и Chief executive officer.
В 2008 году Эндрюс был повышен до президента и генерального директора, а Заппакоста занял должность сопредседателя совета директоров и вице-президента по развитию бизнеса.
В начале 2016 года Билл Эндрюс объявил, что Sierra Sciences сотрудничает с BioViva и будет создавать новое предприятие BioViva FIJI на Фиджи, и они станут первой компанией, использующей генную терапию для лечения биологического старения у людей. Однако когда к ним обратились за комментариями, власти Фиджи решительно опровергли любые подобные заявления..

## Открытия
В 2001 году компания Sierra Sciences обнаружила сайт связывания репрессор (получивший название «Сайт C»), который блокирует экспрессию TERT. («TERT»), запатентованный в 2004 году.. В 2004 году компания Sierra Sciences открыла другой сайт связывания репрессора, «GC-Box 5», запатентованный в 2007 году.
В 2005 году компания Sierra Sciences открыла методы анализа модулирующих агентов промотора TERT, что позволило компании эффективно проверять различные соединения на предмет ингибирования ими репрессии hTERT.
В 2007 году компания обнаружила низкомолекулярное лекарственное соединение «C0057684», которое активирует теломеразу экспрессия генов в клетках человека. В 2008 году, используя C0057684 в качестве положительного контроля, Sierra Sciences разработала количественная ПЦР на основе высокопроизводительного скрининга для более эффективного поиска соединений, которые транзиторно индуцируют экспрессию эндогению теломераз в клетках человека. Компания Sierra Sciences выявила более пятидесяти таких препаратов и изучает их механизм действия